# Rhizaspidiotus donacis
Rhizaspidiotus donacis är en insektsart som först beskrevs av Leonardi 1920.  Rhizaspidiotus donacis ingår i släktet Rhizaspidiotus och familjen pansarsköldlöss. Inga underarter finns listade i Catalogue of Life.